# Tangra 2004/05

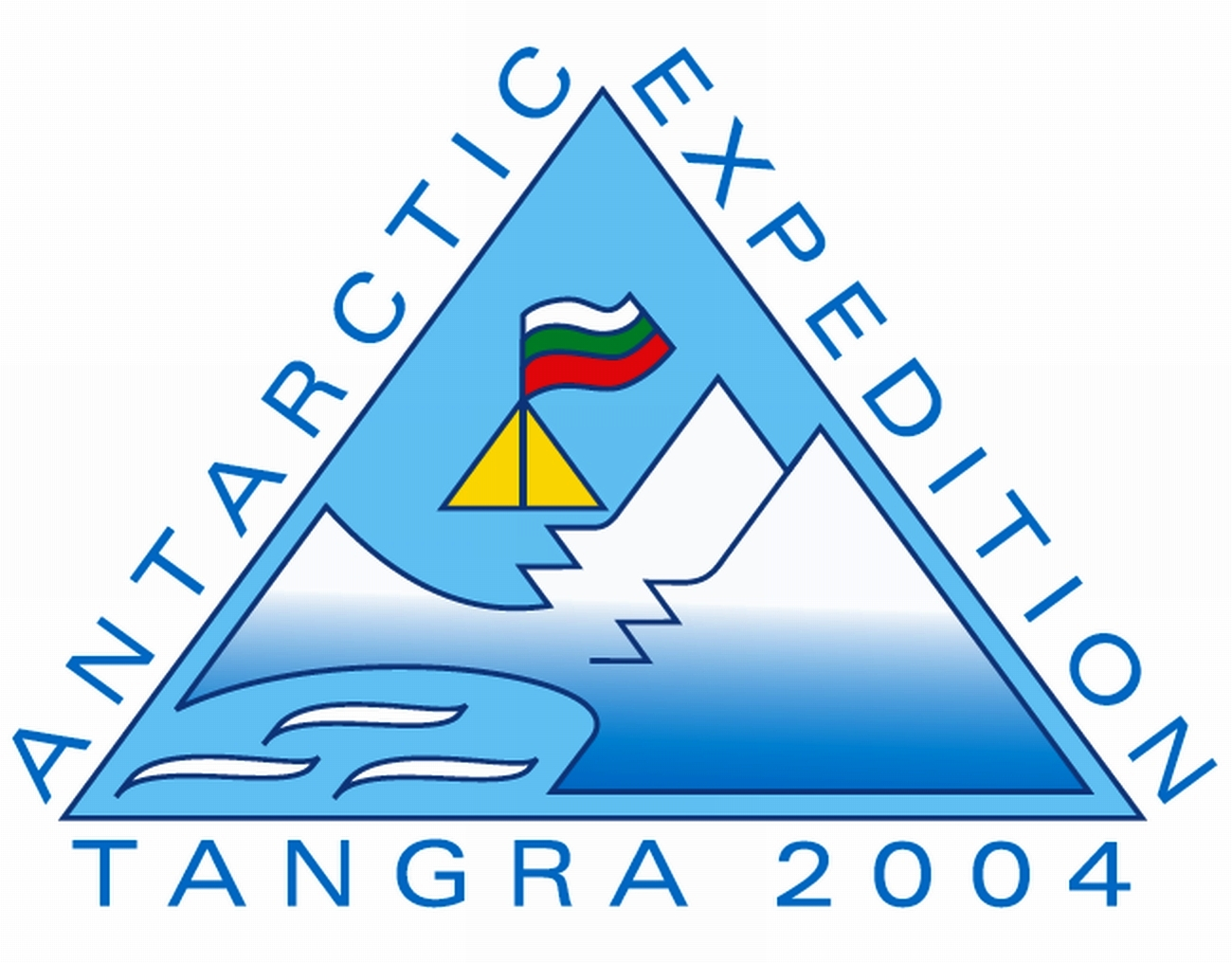
Logo della spedizione

Tangra 2004/05 è il nome di una spedizione bulgara di esplorazione dell'Antartide commissionata dalla Commissione bulgara per i toponimi antartici al Ministero degli Affari Esteri della Bulgaria. Fu gestita dalla Fondazione Manfred Wörner e supportata dall' Istituto Antartico Bulgaro, Istituto di Matematica e Informatica dell'Accademia bulgara delle scienze, Poste Bulgare, Programma Antartico dell'Uruguay, Peregrine Shipping (Australia), Petrol Ltd, TNT, Mtel, Bulstrad, Polytours, B. Bekyarov e B. Chernev (Bulgaria).
La spedizione ebbe come meta principale i Monti Tangra (in lingua bulgara: Тангра планина, Tangra planina), la più importante catena montuosa dell'Isola Livingston, la seconda per dimensioni delle Isole Shetland Meridionali, in Antartide.

## Componenti della spedizione
Lyubomir Ivanov, responsabile della spedizione, era senior research associate presso l'Istituto di Matematica e Informatica dell'Accademia bulgara delle scienze; direttore della Commissione bulgara per i toponimi antartici; autore nel 1995 del testo Toponymic Guidelines che introduceva il Sistema diretto della traslitterazione dell'alfabeto bulgaro in quello latino; partecipante a quattro campagne bulgare di esplorazione antartica e autore delle prime carte topografiche bulgare dell'Antartide.
Doychin Vasilev era un alpinista bulgaro che aveva scalato cinque vette dell'Himalaya alte più di 8.000 m: Dhaulagiri I (nel 1995), Everest (1997), Makalu (1998), Shisha Pangma e Cho Oyu (1999).

## Logistica e itinerario

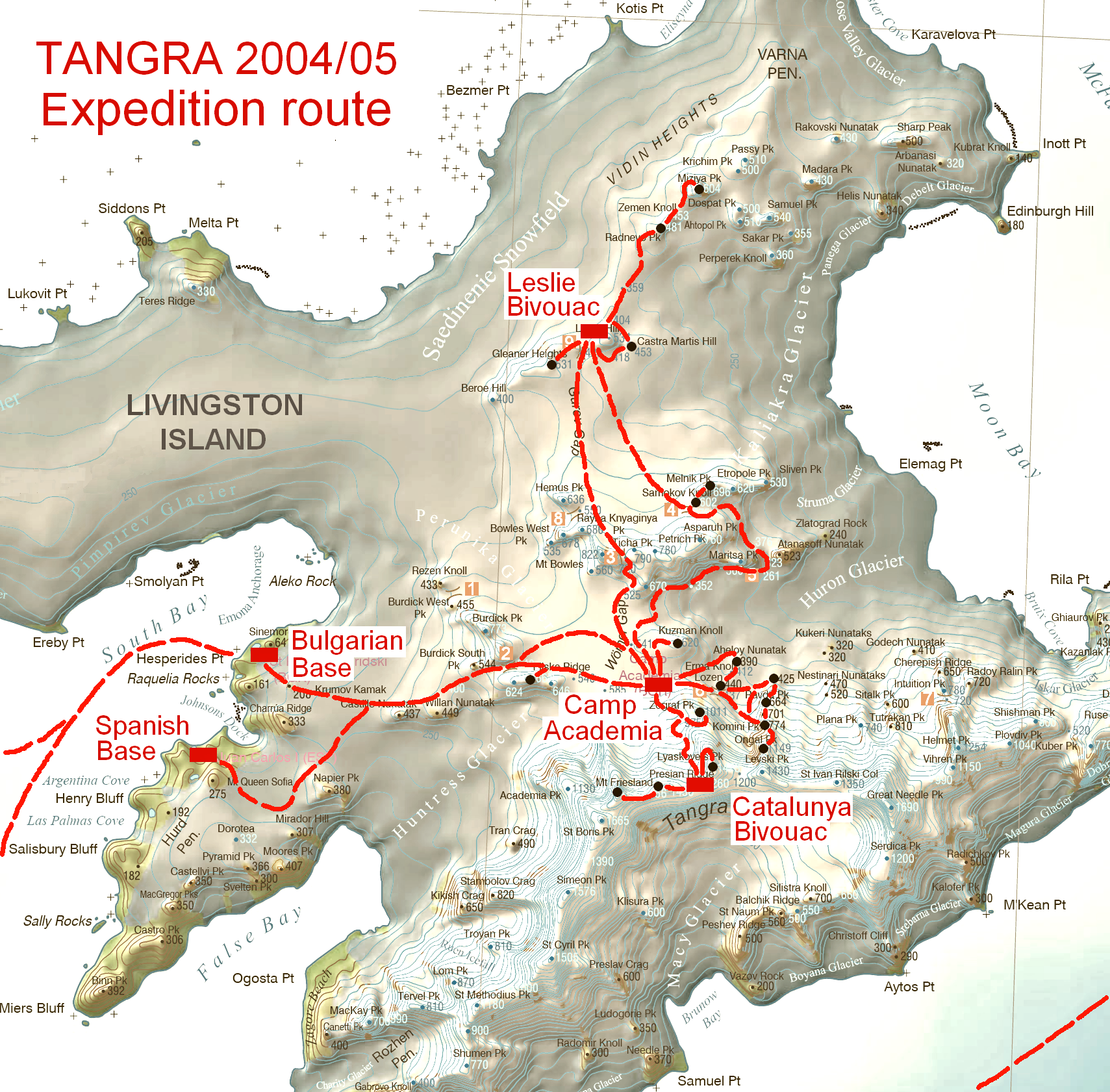
Itinerario della spedizione nell'Isola Livingston

La spedizione fu effettuata dal 14 novembre 2004 al 29 gennaio 2005, durante l'estate australe.
Navi utilizzate: Vanguardia della Marina dell'Uruguay; nave da ricerca russa Akademik Sergey Vavilov.
Per il trasporto via terra furono utilizzate slitte, sci e trekking.
L'itinerario seguito fu il seguente:
- Antartide: dal 25 novembre 2004 al 11 gennaio 2005
- Isola Livingston: dal 28 novembre 2004 al 4 gennaio 2005
- Base San Clemente di Ocrida: dal 28 novembre all'8 dicembre 2004 e 2–4 gennaio 2005
- Campo Accademia (541 м): dal 3 dicembre 2004 al 2 gennaio 2005
- Catalunyan Saddle bivacco (1255 м): 14–16 dicembre 2004
- Base antartica spagnola Juan Carlos I: 18 dicembre 2004
- Elhovo Gap/Leslie Hill (bivacco) (421 м): 24–28 dicembre 2004
- Hannah Point: 4 gennaio 2005
- Isola Half Moon: 8 gennaio 2005

## Mappe
- Tangra 2004/05 Expegition route
- L.L. Ivanov et al., Antarctica: Livingston Island and Greenwich Island, South Shetland Islands (from English Strait to Morton Strait, with illustrations and ice-cover distribution), 1:100000 scale topographic map, Antarctic Place-names Commission of Bulgaria, Sofia, 2005
- L.L. Ivanov. Antarctica: Livingston Island and Greenwich, Robert, Snow and Smith Islands. Scale 1:120000 topographic map. Troyan: Manfred Wörner Foundation, 2010. ISBN 978-954-92032-9-5
- L.L. Ivanov. Antarctica: Livingston Island and Smith Island. Scale 1:100000 topographic map. Manfred Wörner Foundation, 2017. ISBN 978-619-90008-3-0